# Jessie Usher

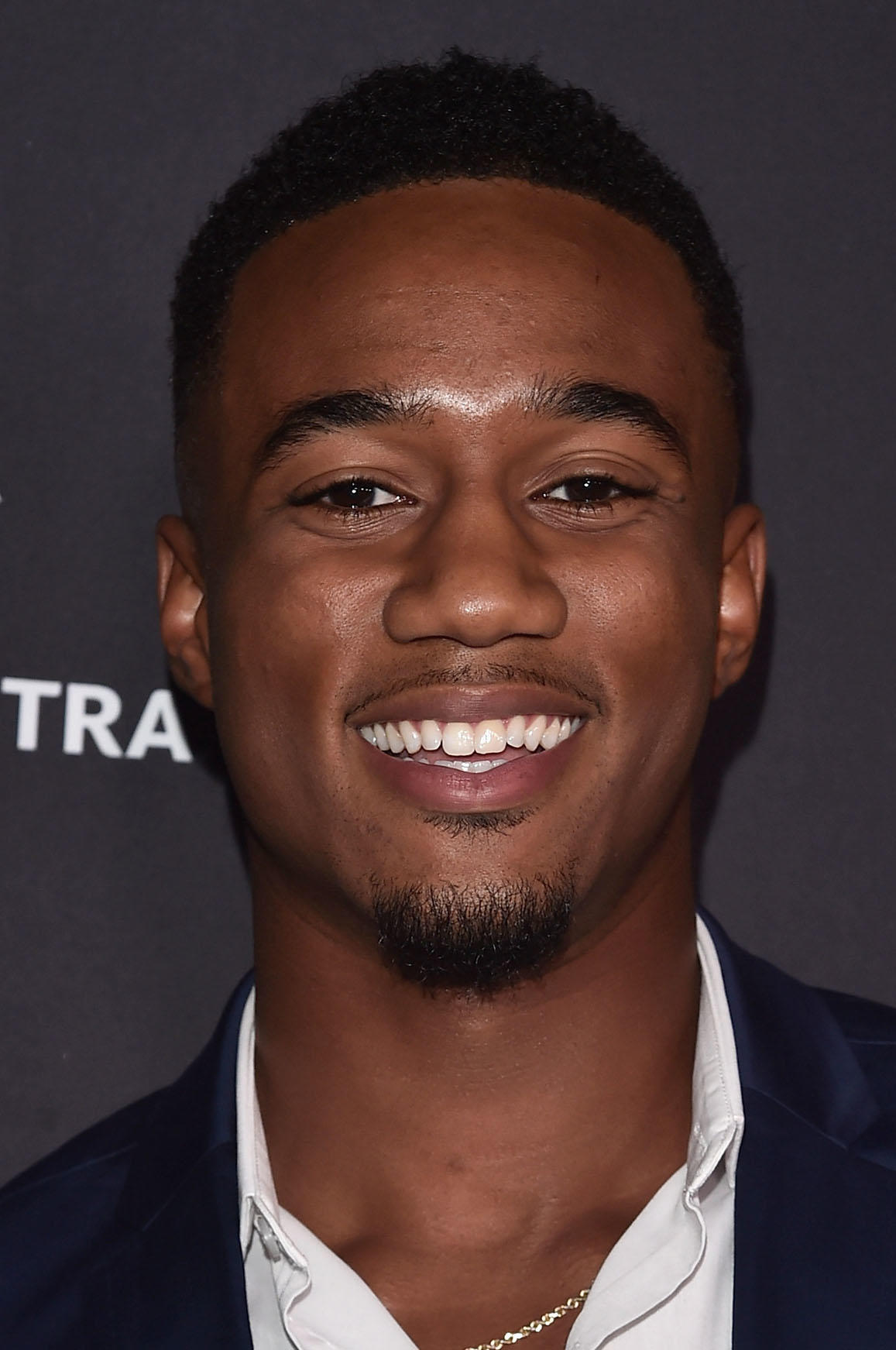
Jessie Usher, 2021

Jessie T. Usher (* 29. Februar 1992 in Silver Spring, Maryland) ist ein US-amerikanischer Schauspieler.

## Leben
Seine ersten Rollen spielte Usher ab 2005 als Gastdarsteller in verschiedenen US-Fernsehserien. Im November 2011 wurde auf Cartoon Network der Fernsehfilm Level Up mit Usher in der Rolle des Lyle ausgestrahlt, aus dem ein Jahr später die gleichnamige Actionserie entstand. In dieser Serie führte er seine Rolle aus dem Film fort und war bis zum Serienende im Februar 2013 in allen 35 Episoden zu sehen. 2014 übernahm er in der Starz-Serie Survivor’s Remorse die Hauptrolle des Cam Calloway. 2016 spielte er neben Bill Pullman, Liam Hemsworth und Jeff Goldblum in dem Science-Fiction-Film Independence Day: Wiederkehr, der Fortsetzung von Roland Emmerichs Independence Day, mit. In Shaft spielt Usher an der Seite von Samuel L. Jackson und Richard Roundtree den titelgebenden Actionhelden in nun bereits dritter Generation. Seit 2019 ist er als A-Train in der Serie The Boys zu sehen.

## Filmografie (Auswahl)
- 2008: The Mentalist (Staffel 1 Folge 12 Böser Zauber)
- 2010: Beautiful Boy
- 2011: Level Up (Fernsehfilm)
- 2012–2013: Level Up (Fernsehserie, 35 Episoden)
- 2013: Be Incorrect – Böser gehts nicht (Inappropriate Comedy)
- 2014: When the Game Stands Tall
- 2014–2017: Survivor’s Remorse (Fernsehserie)
- 2016: Independence Day: Wiederkehr (Independence Day: Resurgence)
- 2017: Stronghold
- 2017: Ride
- 2019: Shaft
- seit 2019: The Boys (Fernsehserie)
- 2020: The Banker
- 2020: Dangerous Lies
- 2022: Smile – Siehst du es auch? (Smile)
- 2023: Generation V (Gen V) (Fernsehserie)